# Scarborough FC
Scarborough FC was een Engelse voetbalclub uit Scarborough, North Yorkshire.
De club werd in 1879 opgericht door leden van het cricket-team uit de stad. De eerste wedstrijd werd dan ook op het cricketveld gespeeld maar verhuisde al snel naar een eigen terrein. In 1898 nam de club het huidige stadion Athletic Ground in gebruik, de naam van het stadion werd in 1988 wel veranderd in The McCain Stadium.

## Geschiedenis

### Vroege jaren
Scarborough schreef zich in 1887 voor het eerst in voor de FA Cup. Voordat de club professioneel werd speelde de club in de Northern League. In 1927 werd de club dan professioneel en sloot zich aan bij de Midland League waar na 3 jaar de titel werd behaald. Datzelfde jaar deed de club het goed in de FA Cup waar de 3de ronde bereikt werd alvorens te stranden tegen Grimsby Town die op dat moment in de hoogste klasse speelde.
In 1937/38 werd dezelfde ronde behaald toen tegen Luton Town. Er kwamen 11162 toeschouwers kijken in de terugwedstrijd na een gelijkspel in Luton. Scarborough verloor met 1-5.

### Jaren 70: FA Trophy
Door de goede prestaties in de Midlands League werd de club een van de medeoprichters van de Northern Premier League in 1968. de jaren zeventig bleken vrij succesvol voor de club, de FA Trophy (bekercompetitie tussen de 5de en 8ste klasse) werd 3 keer gewonnen in Wembley tegen respectievelijk Wigan Athletic, Stafford Rangers en Dagenham FC.
Ook in de FA Cup deed Scarborough het niet slecht en in 1975/76 werd de 3de ronde bereikt die met 2-1 verloren werd van Crystal Palace, de BBC riep de wedstrijd uit tot match van de dag. Twee jaar later werd opnieuw de 3de ronde bereikt, dit keer was Brighton & Hove Albion de tegenstander, voor 23748 verloor de club met 3-0.
De club nam ook 2 keer deel aan de Anglo-Italian Cup (een bekercompetitie tussen Engelse en Italiaanse clubs die niet in de hoogste klasse speelen). In 1976 werd Udinese Calcio met 4-0 verslagen en het jaar erna AC Parma met 2-0. Eind jaren 70 werd de club toegelaten tot de Alliance Premier League (niveau net onder de Football League), die nu bekendstaat als de Football Conference. Na enkele middelmatige seizoen trok de club trainer Neil Warnock aan en onder zijn leiding speelde Scarborough kampioen en promoveerde zo naar de Football League Fourth Division.

### Verblijf in Football League
In 1989 versloeg de club Chelsea FC in de League Cup met 3-2, twee jaar later moesten ook Preston North End en Southampton FC eraan geloven. Het beste FA Cup seizoen was echter 1992-93 toen Bradford City, Coventry City en Plymouth Argyle werden uitgeschakeld, dan was Arsenal FC de tegenstander en de club won met 1-0.
In de competitie werd de club 4de in 1989 (het 2de seizoen in de League) en speelde in de play-offs om promotie en verloor daar van Leyton Orient. De volgende seizoenen werd in de middenmoot geëindigd en midden jaren 90 flirtte de club met degradatie. 1998 was een opsteker toen opnieuw de eindronde gespeeld werd, dit keer was Torquay United te sterk. Dit werd gevolgd door een onverwachte laatste plaats in 1999 en de club moest afscheid nemen van de League.

### Conference en de ondergang
De onmiddellijke terugkeer bleef uit met een 4de plaats en de volgende jaren gingen resultaten op en neer. In 2006 degradeerde de club verder naar de Conference North en ook daar liep het mis, mede door 10 punten in mindering vanwege financieel wanbeleid, zodat de club voor seizoen 2007/08 in de Northern Premier League moest aantreden.
De laatste wedstrijd werd gespeeld op 28 april 2007, een 1–0 overwinning op Hucknall Town. 
Ondertussen is er door het Seadog Trust initiatief een nieuwe club opgericht genaamd Scarborough Athletic FC op 25 juni 2007, en nog een jaar later werd er nog een nieuwe club opgericht, namelijk Scarborough Town FC

## Erelijst
- FA Trophy

1973, 1976, 1977